# Scheinsklave
Der Scheinsklave (bona fide serviens) ist ein gesellschaftliches Phänomen des Römischen Reichs. Scheinsklave ist derjenige, der einem gutgläubigen Besitzer als Sklave dient, ohne in Wahrheit ein Sklave zu sein. Das Besondere an diesem Phänomen ist die Gutgläubigkeit des Besitzers, der also davon ausgeht, dass der andere ihm tatsächlich als Sklave gehöre.
Hierbei scheint es sich um eine keineswegs seltene Erscheinung zu handeln, was sich daran zeigt, dass das Römische Recht etliche Regeln über die Rechtsverhältnisse des Scheinsklaven kannte.
Die Motive römischer Bürger, sich als Sklave auszugeben, sind nicht abschließend geklärt, sind aber wohl im Wesentlichen wirtschaftlicher Natur. Sklaven reicher Herren lebten oftmals weitaus angenehmer als sozial niedrig stehende Freie. Eine andere Spekulation geht dahin, dass Freie sich als Sklaven ausgaben, um dem Militärdienst zu entgehen.